# ブラバム・BT62
ブラバム・BT62 (英:Brabham BT62)は、オーストラリアの自動車メーカーであるブラバムが世界限定70台で生産しているサーキット走行専用車である。